# 十二弦結他

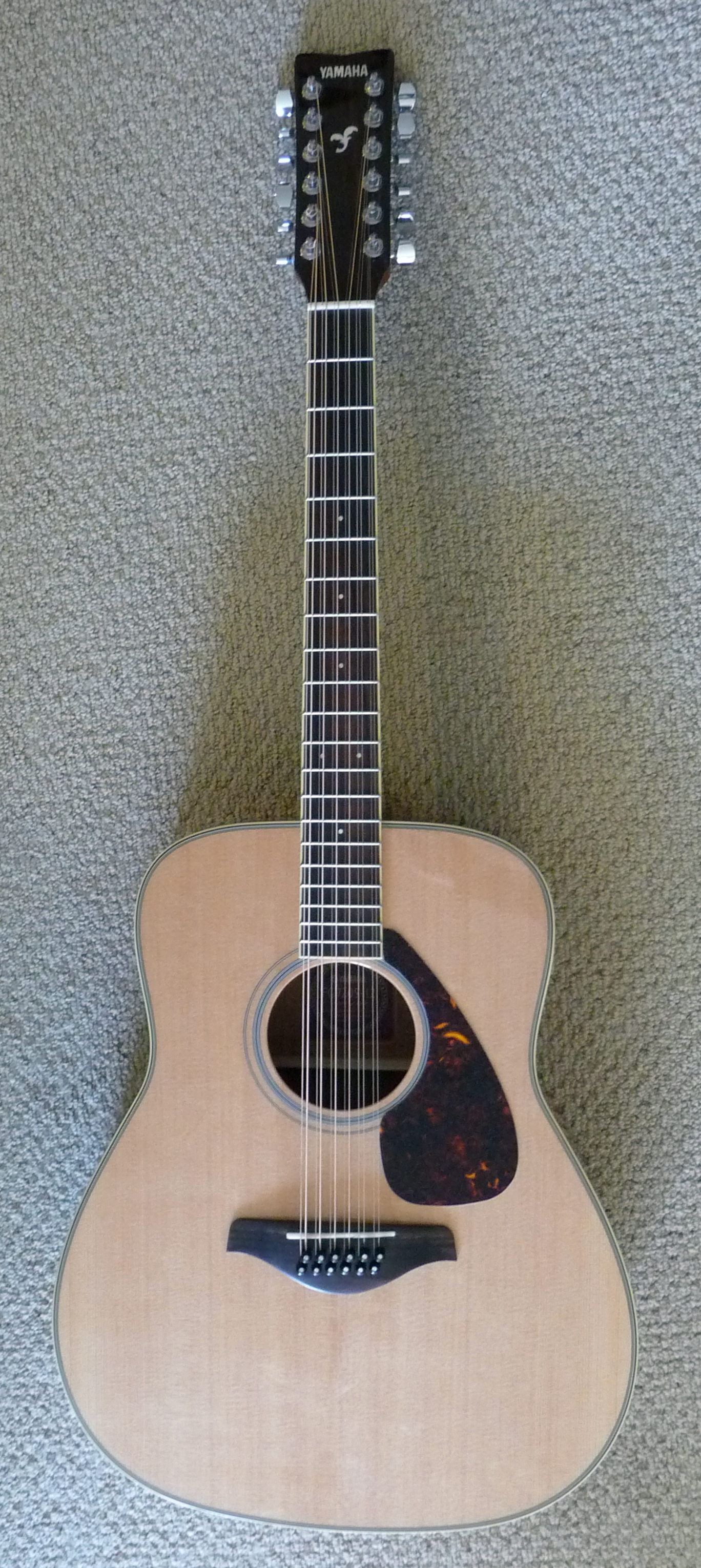
一把十二弦原聲吉他

十二弦結他（英語：Twelve-string guitar）是以十二條鋼弦，六個共振裝置組成的結他。其音質醇厚，比標準六弦結他響亮。由于十二弦琴的每根主弦都有一根副弦，所以，弹出来的效果很好听，比六弦要有深度。每個共振裝置的對弦，因其微妙差異，而產生自然的合唱效果。 每對弦中，於下撥時先擊撥的弦通常比另一條弦高八度音。
但Rickenbacker公司在他們的電吉他Rickenbacker 360/12逆轉了此安排。

## 雙頸電吉他合併十二弦及六弦
十二弦吉他有原聲結他及電結他之分，原聲單頸民謠吉他以皮特·西格使用較早。電吉他也有許多樂團吉他手選用雙頸吉他， 
如鄉村搖滾的老鷹樂團唐·費爾德彈奏加州旅館時就使用，前衛搖滾有匆促樂團的艾力克斯·萊夫森，硬式搖滾樂團有齊柏林飛船的吉米·佩奇，重金屬樂團有麥加帝斯的戴夫·馬斯泰恩，主要是雙頸電吉他同時具備有六弦及十二弦，方便吉他手隨意轉換，變換彈奏的音色。